# 요네쿠라 히로마사

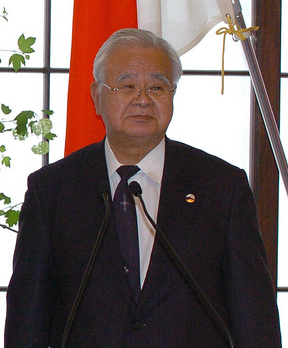
요네쿠라 히로마사 (2011년 4월 17일)

요네쿠라 히로마사(米倉弘昌, 1937년 3월 31일 ~ 2018년 11월 16일)는 일본의 기업인이다. 스미토모화학 대표이사 겸 회장. 게이단렌 3대 회장이다.

## 약력
일본 효고현 고베시 출신으로 도쿄대학교 법학부 졸업하였다. 1960년 스미토모화학공업 입사하여, 2010년 당시 연립여당이었던 국민신당의 가메이 시즈카 대표와 추천으로 제3대 게이단렌 회장 취임하였다.

## 가족
조부인 요네쿠라 세이지로(米倉清次郎)와 부친은 고베에서 고무 제품 공장을 경영했다. 작은 할아버지인 요네쿠라 세이자부로(米倉清三郎)는 이 회사의 전무이사로서 부산 지점과 공장을 관리하면서 조선총독부의 의사에 따라 설립된 회사(三和護謨)의 초대 사장을 지냈다. 부산 주변의 고무 제품 회사 약 10사를 경영하며 당시 조선 최대의 고무 제품회사를 운영했다.